# 科连诺耶农村居民点
科连诺耶农村居民点（俄语：Коренновское сельское поселение）是俄罗斯联邦沃罗涅日州卡拉切耶夫斯基区所属的一个农村居民点。其下辖有1个居民点，行政中心为科连诺耶。据2016年统计，该农村居民点的人口为571人。